# Strada della Birmania

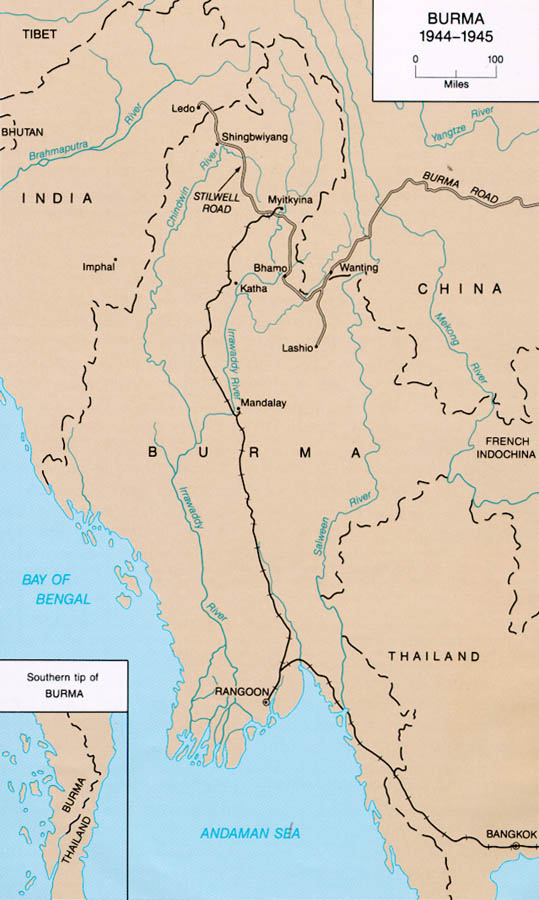
Strada della Birmania e strada di Ledo nel 1944

La strada della Birmania fu costruita dai britannici e dagli statunitensi nel corso della II guerra mondiale, e serviva a garantire rifornimenti tra la Birmania e la Cina.

## Storia
I terminali erano a Kunming, nello Yunnan, in Cina, e a Lashio in Birmania. Quando fu costruita, quest'ultima era colonia britannica.

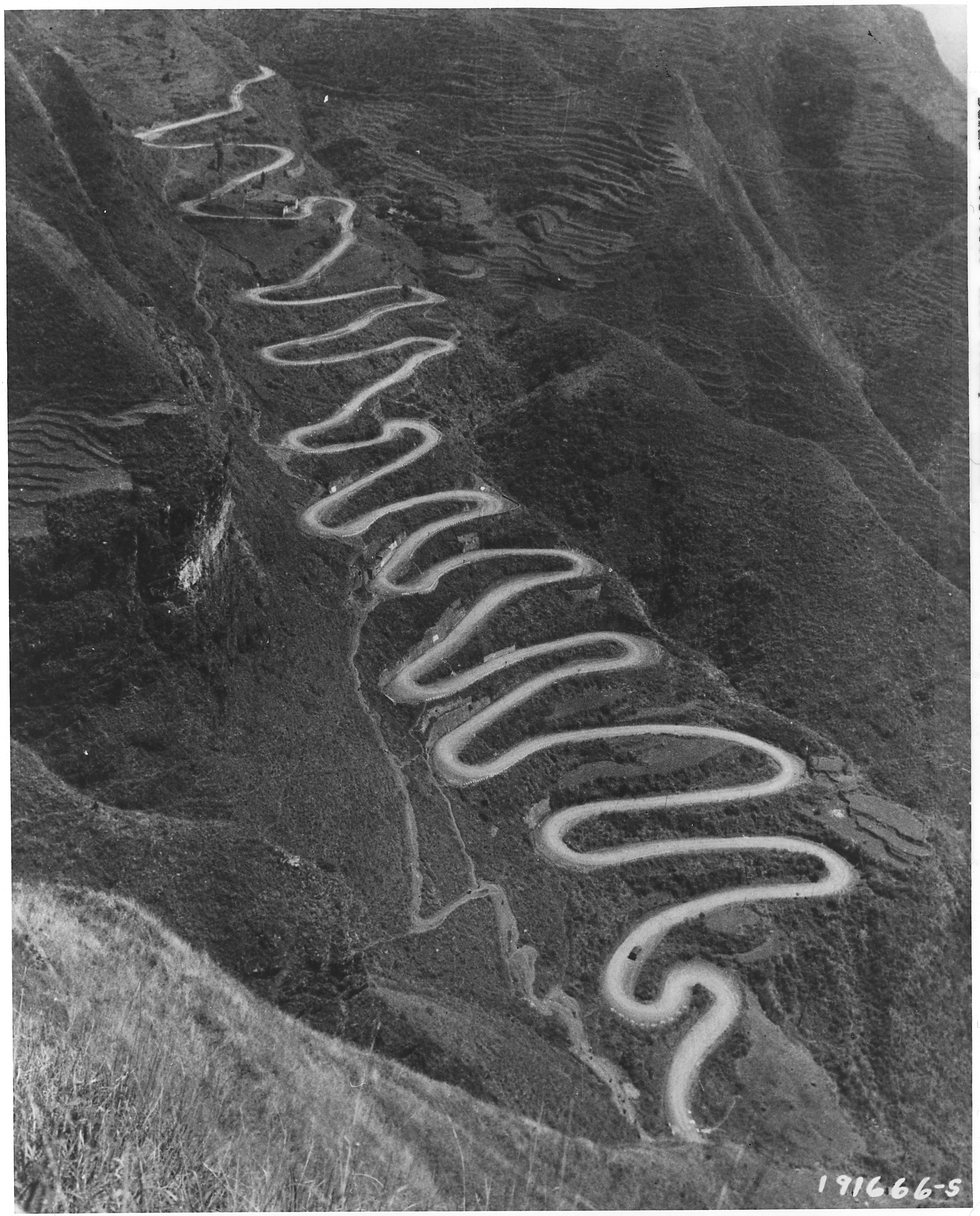
Strada della Birmania e strada di Ledo

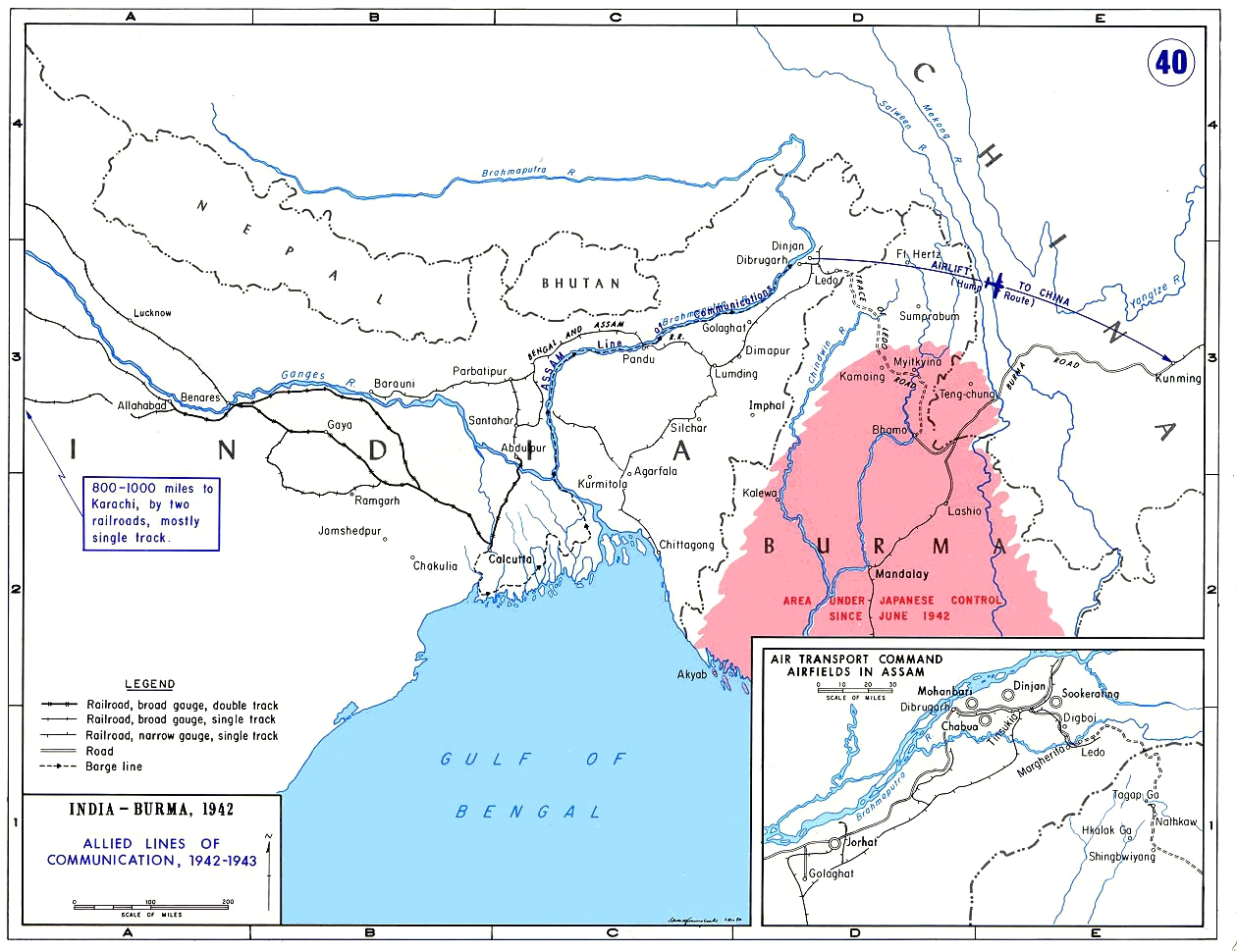
Linee alleate nel sud-est asiatico nel 1942-43

La strada era lunga 1154 km. Il tratto tra Kunming e il confine birmano fu costruito da 200.000 lavoratori cinesi durante la seconda guerra sino-giapponese nel 1937, e fu completato nel 1938. Nella costruzione furono anche utilizzati degli autocarri di marca Studebaker, la serie M.

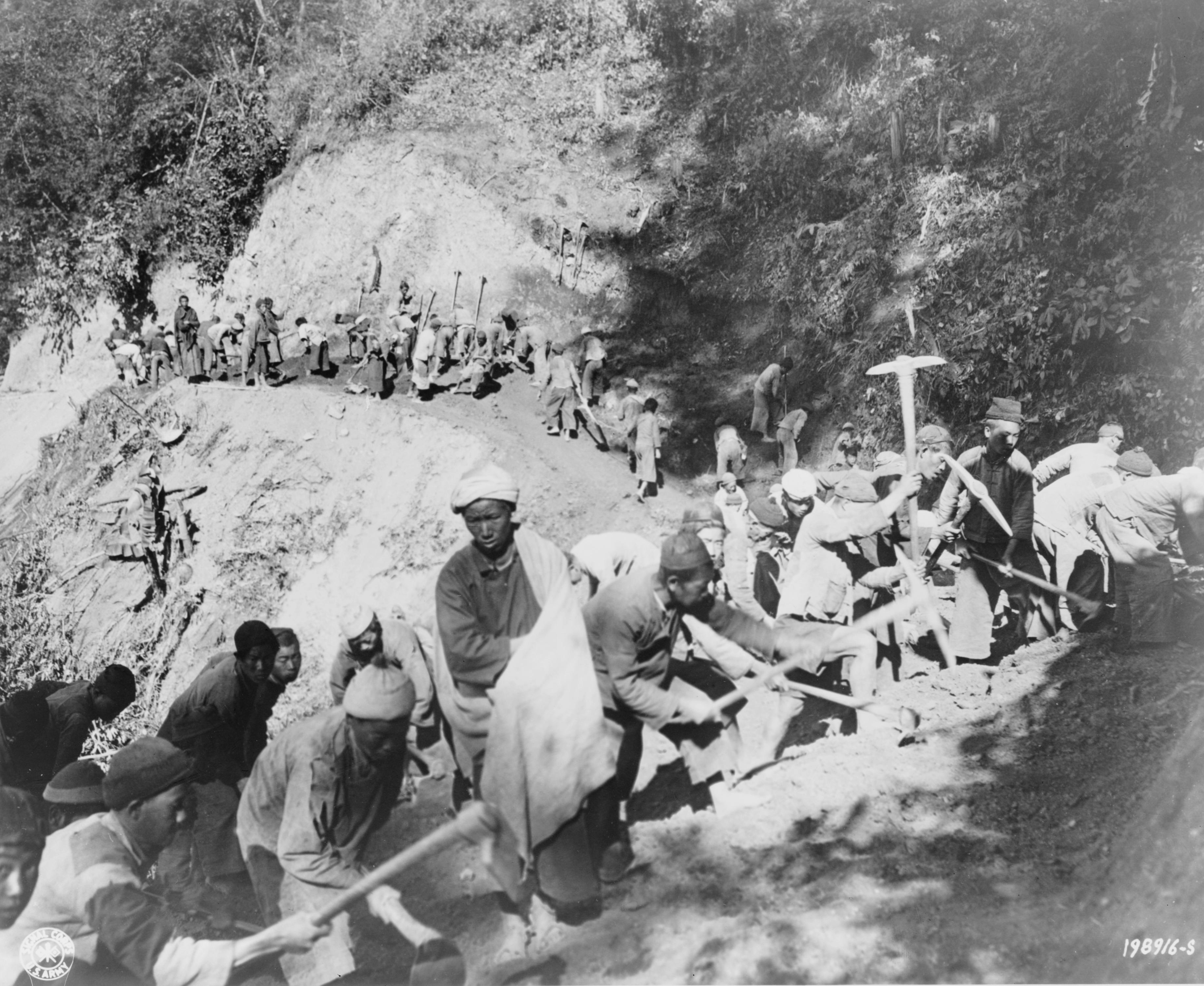
Donne e bambini impiegati a lavorare per la costruzione della “Strada della Birmania”

La “strada della Birmania” ebbe un ruolo nella seconda guerra mondiale, quando l'impero britannico la usò per trasportare materiale bellico in Cina. Il materiale era scaricato a Rangoon per poi caricato sui treni fino a Lashio, dove la strada iniziava di nuovo, questa volta in Birmania.
Dopo l'invasione della Birmania da parte dell'impero giapponese, gli Alleati furono obbligati a rifornire Chiang Kai-shek tramite trasporto aereo che sorvolava l'Himalaya. Successivamente una parte della Birmania fu riconquistata da parte degli Alleati, e fu costruita una nuova strada, la Strada di Ledo. Il primo autocarro raggiunse la frontiera cinese percorrendo quest'ultima il 28 gennaio 1945.